# Port lotniczy Ulcinj
Port lotniczy Ulcinj – dawne lotnisko zlokalizowane w Ulcinju, w Czarnogórze. Obsługiwało głównie połączenia krajowe.